# باخماخی
باخماخی (به لاتین: Bakhmakhi) یک منطقهٔ مسکونی در روسیه است که در داغستان واقع شده‌است.